# Trompe l'oeil
Trompe l'oeil (ve francouzštině znamená „oklamat zrak“) je ve výtvarném umění synonymem pro iluzivní malbu, která vytváří dojem třírozměrného objektu nebo prostoru. Pojem je užíván od dob baroka.

## Historie
Přestože se nedochovaly nástěnné malby antického Řecka, Plinius starší uvádí v Naturalis Historia příběh Zeuxia (5. stol. př. n. l.), který namaloval zátiší s hrozny tak dokonale, že oklamalo ptáky a ti naráželi do zdi. Jeho soupeř – malíř Parrhasius pak Zeuxia vyzval, aby se podíval na jeho obraz, skrytý za závěsem. Když to Zeuxius chtěl udělat, zjistil, že závěs je ve skutečnosti malba na zdi.
Nejstarší iluzivní malby jsou známy z Pompejí. Objev zákonů perspektivy během italské renesance ve 14. století (Filippo Brunelleschi) znamenal převrat v malířství. Jedním z prvních malířů, který využil optické iluze v nástěnné malbě, byl Masaccio (Svatá Trojice v kostele Santa Maria Novella, Florencie, 1427). Další malíři, jako Andrea Mantegna (1431–1506) nebo Melozzo da Forlì (1438–1494), využili perspektivní zkratku u figur, aby vyvolali iluzi prohloubeného prostoru.
Optická iluze v nástropní malbě, italsky nazývaná „Di sotto in sù“ (viděno zdola), která ukazovala např. zdánlivý průhled do nebeské sféry (Mantegna), spoléhala na perspektivu mizejícího bodu. Další rozvinutí teorie perspektivy v baroku umožnilo složitější konstrukce architektonického prostoru, označované jako „Quadratura“. Tato metoda umožnila malíři vytvořit na ploché nebo mírně klenuté klenbě iluzi pokračujících architektonických prvků nebo ve skutečnosti neexistující kupoli chrámu (Andrea Pozzo). Široce rozšířená se stala zejména v baroku (Giovanni Battista Gaulli, Il Gesù, Řím).
Ve 21. století se uplatňuje např. ve street artu a docílení dokonalých optických klamů umožňuje i rozvoj počítačové techniky.

### Trompe l'oeil v nástěnné malbě

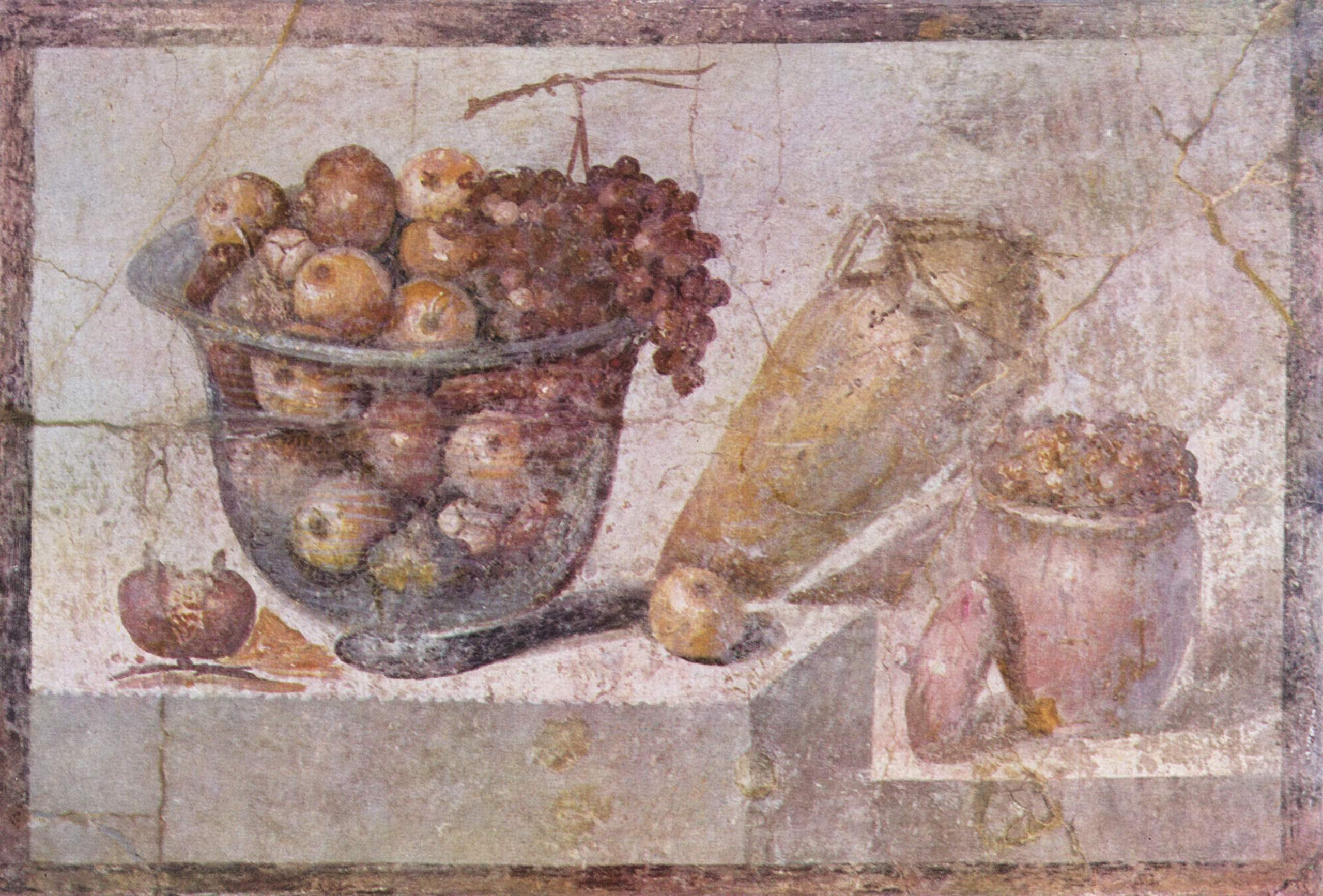
nástěnná malba, Pompeje (70 př. n. l.)
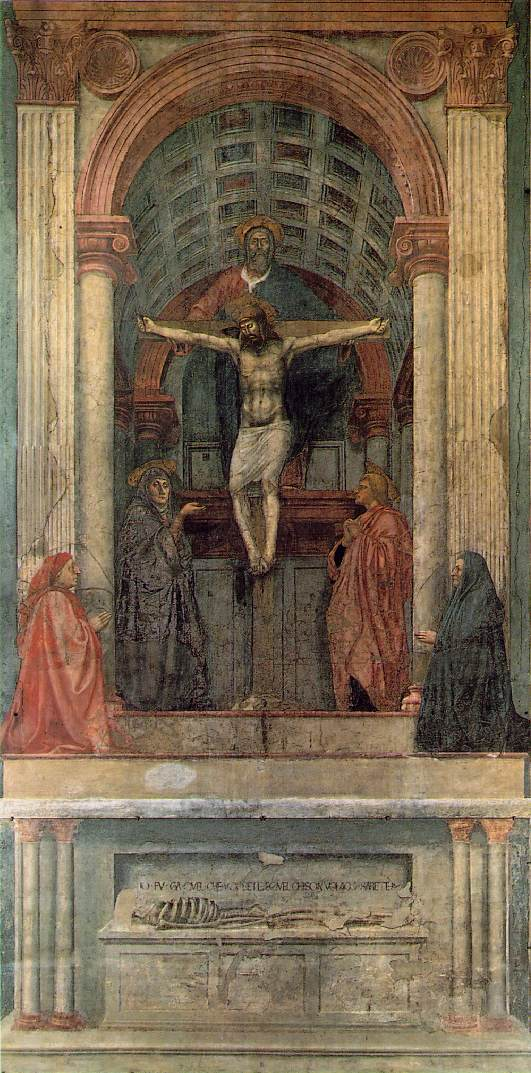
Masaccio, Svatá Trojice (1427)
Melozzo da Forlì, Basilica dei Santi Apostoli, Řím (1474)
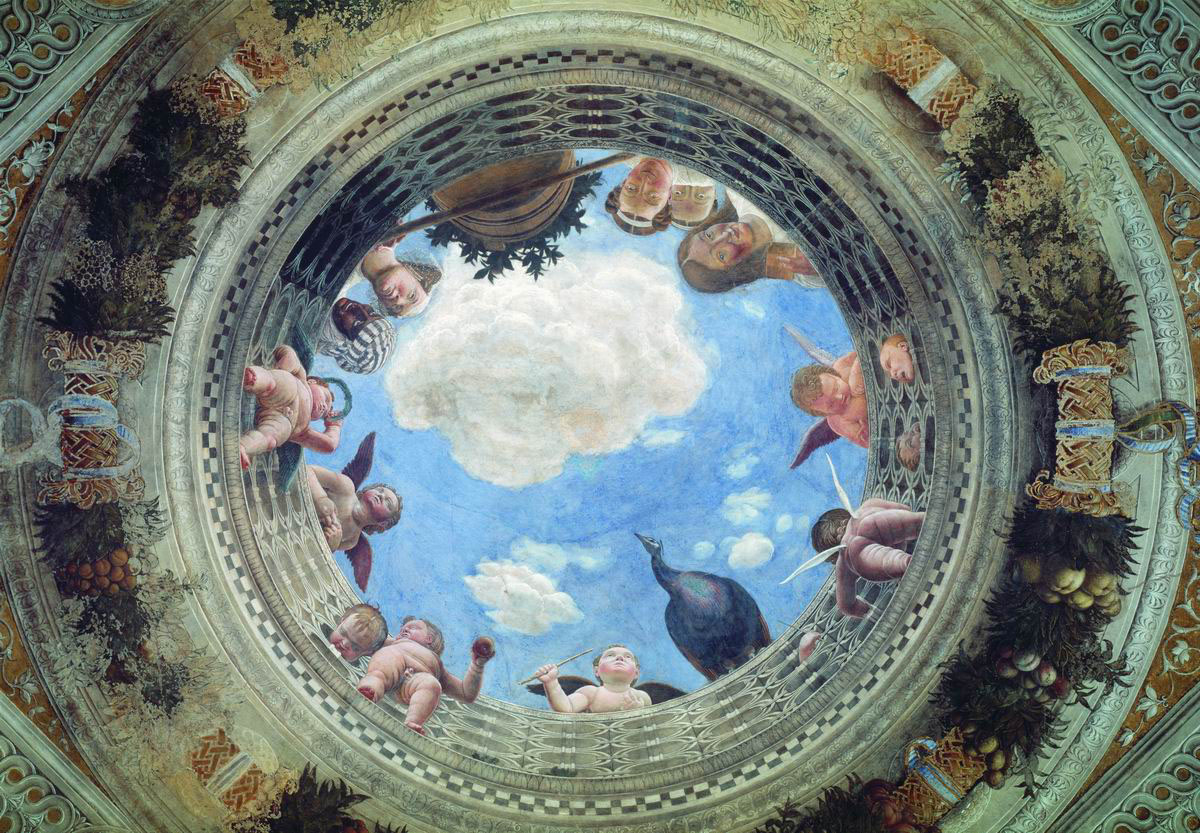
Andrea Mantegna, dóžecí palác v Mantově
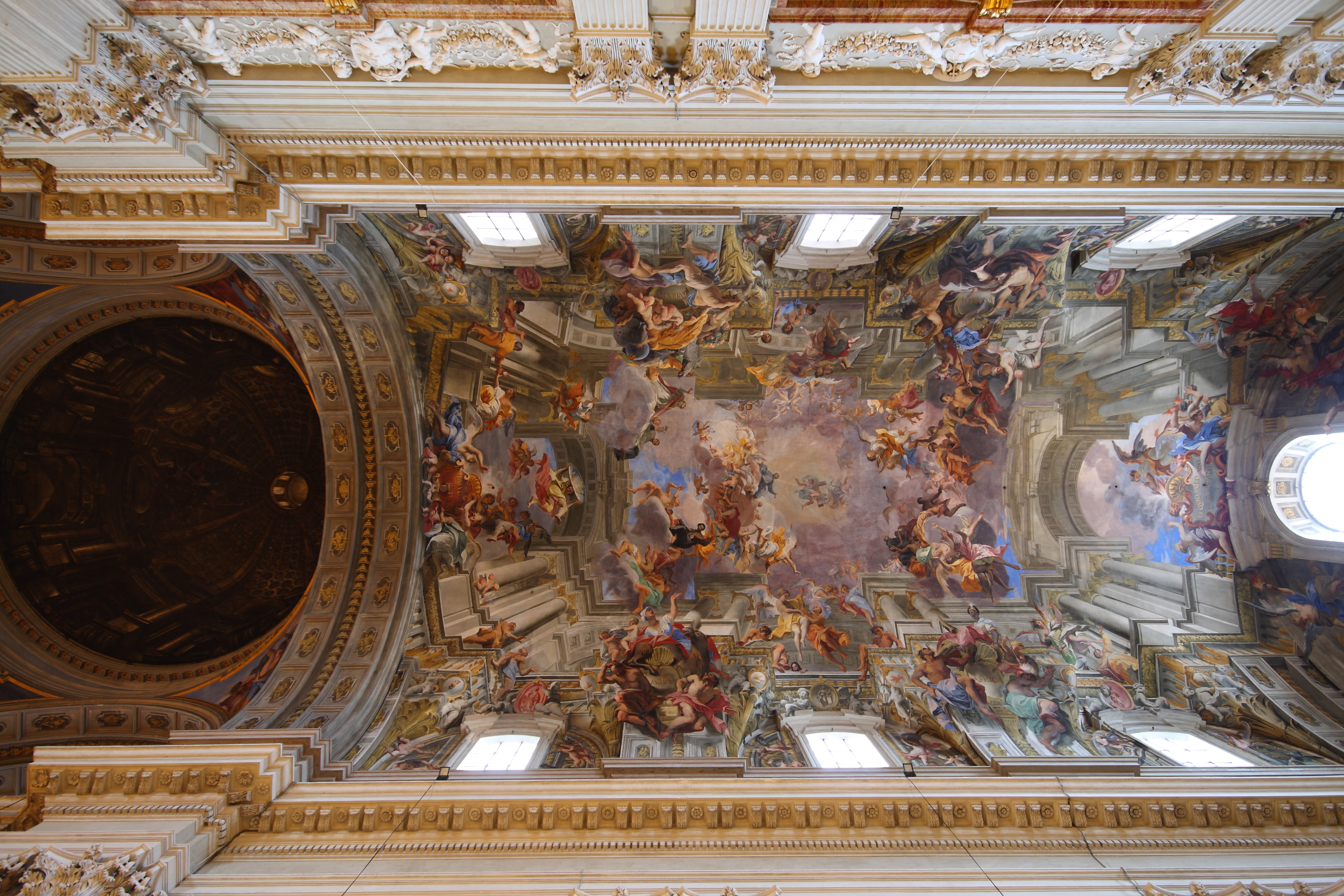
kostel sv. Ignáce z Loyoly v Římě, Andrea Pozzo (1684)
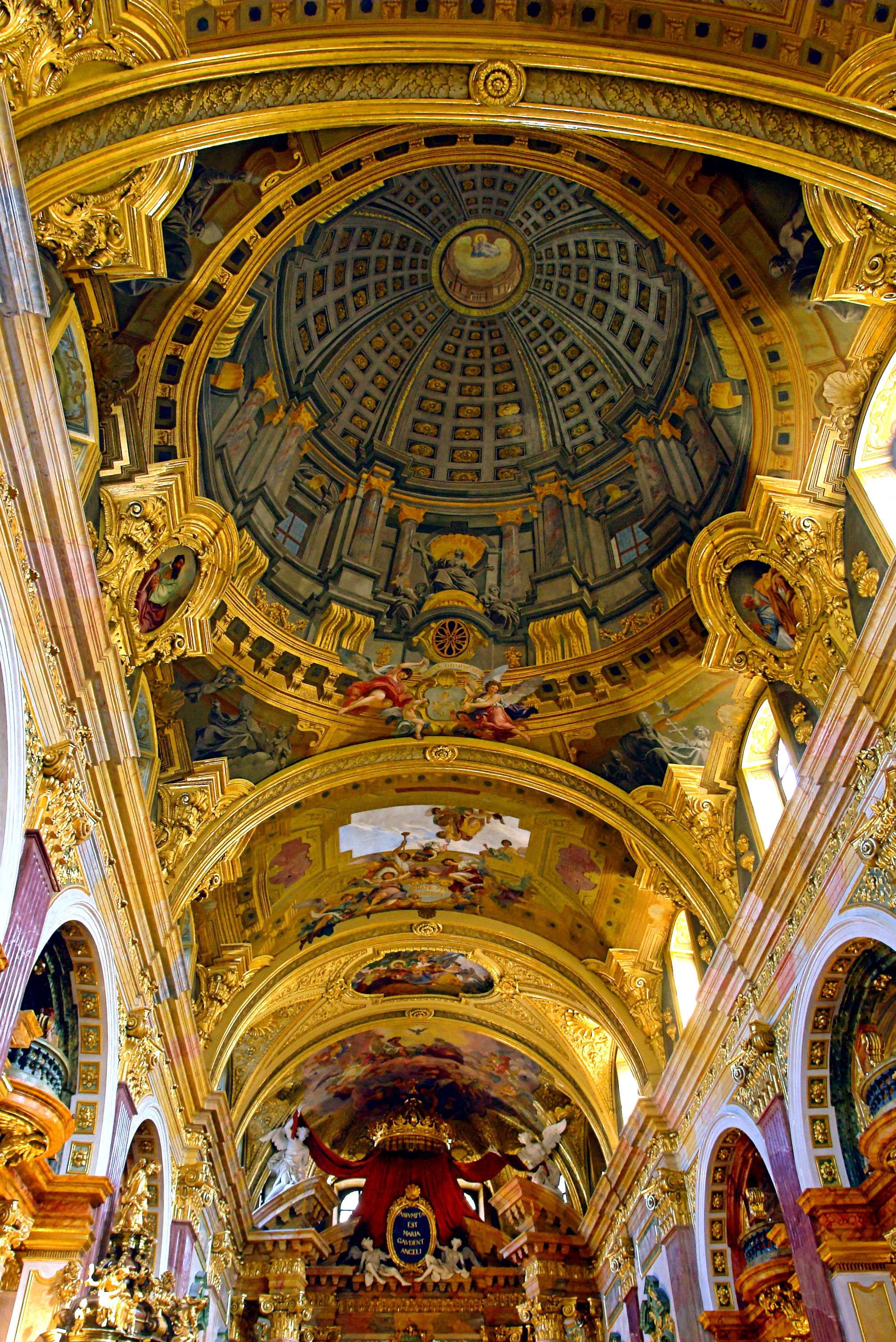
jezuitský kostel Vídeň, Andrea Pozzo (1703)
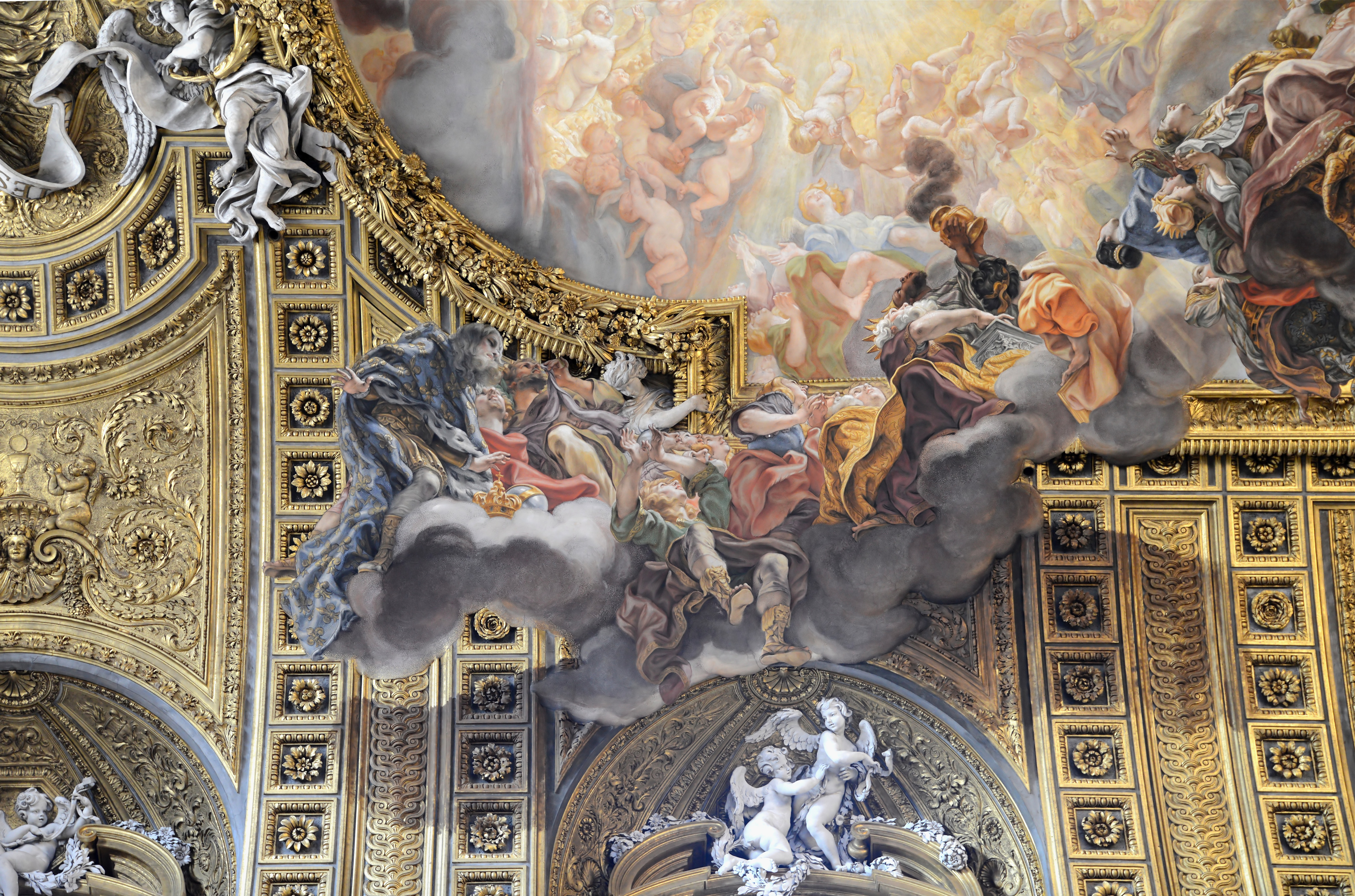
Il Gesù, Řím, Giovanni Battista Gaulli (1680)
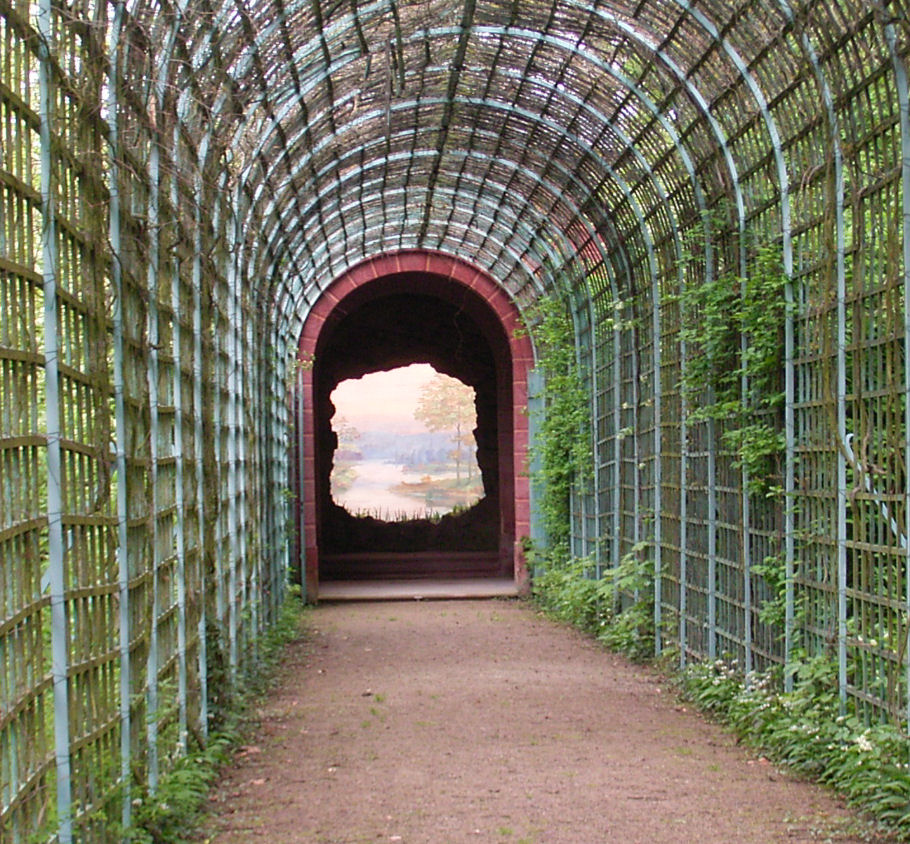
nástěnná malba, Schwetzingen (2005)

V renesančním deskovém malířství umožnilo vytváření podobných efektů teprve zavedení olejomalby (Jan van Eyck). Za první „trompe l'oeil“ je považováno drobné Zátiší s mrtvou koroptví a železnými rukavicemi (1504), které namaloval Jacopo de' Barbari. V 17. století se v malbě objevují tzv. „quodlibet“ (cokoli chcete), realistická zátiší, kde se zdánlivě povalují nejrůznější běžné předměty (Cornelis Norbertus Gysbrechts). Hyperrealistická malba 20. století využívá trompe l'oeil k vytvoření dokonalé iluze a zároveň tuto iluzi stejnými prostředky ruší. (Theodor Pištěk).

### Trompe l'oeil v malířství

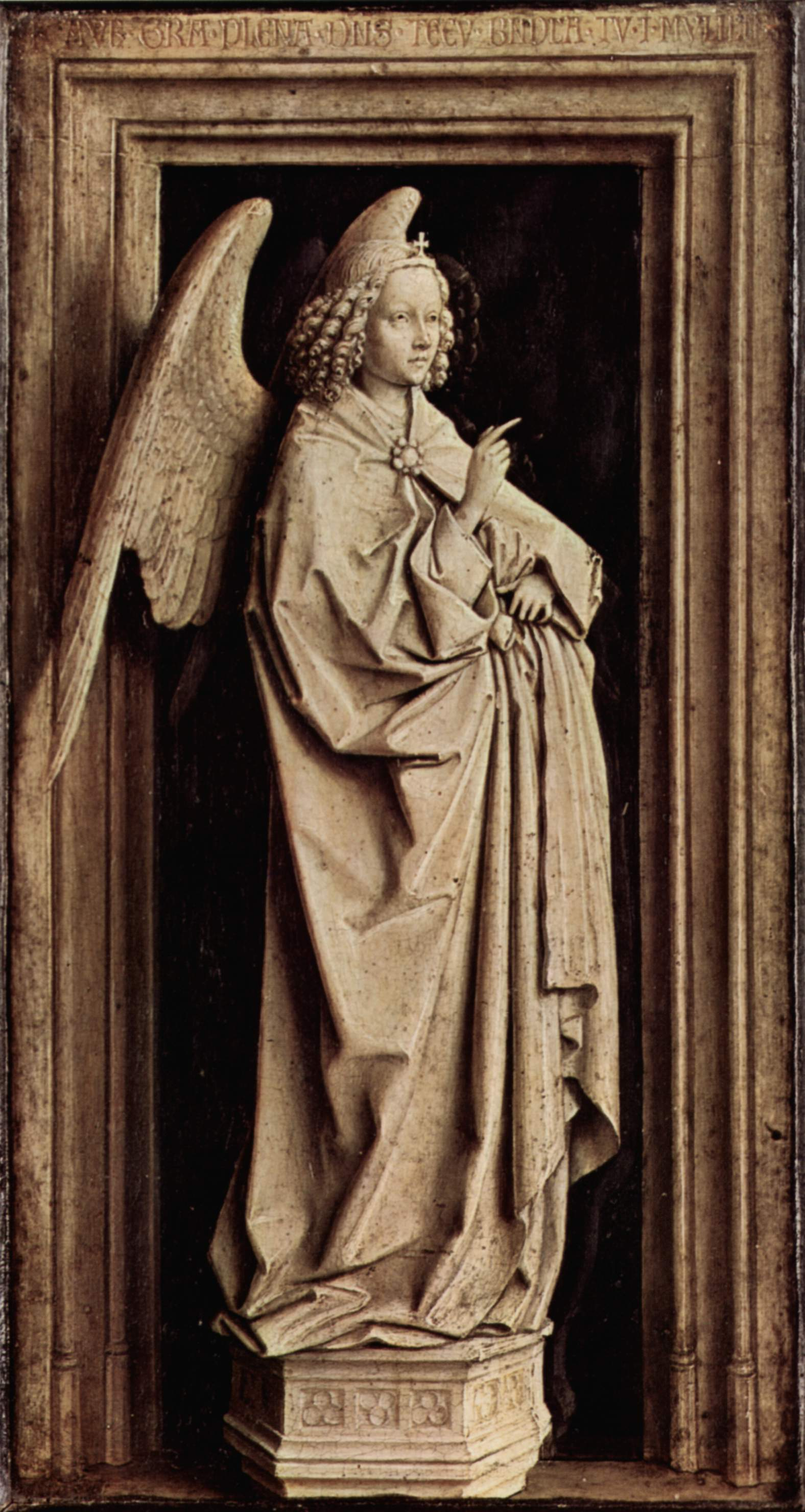
Jan van Eyck (1439)
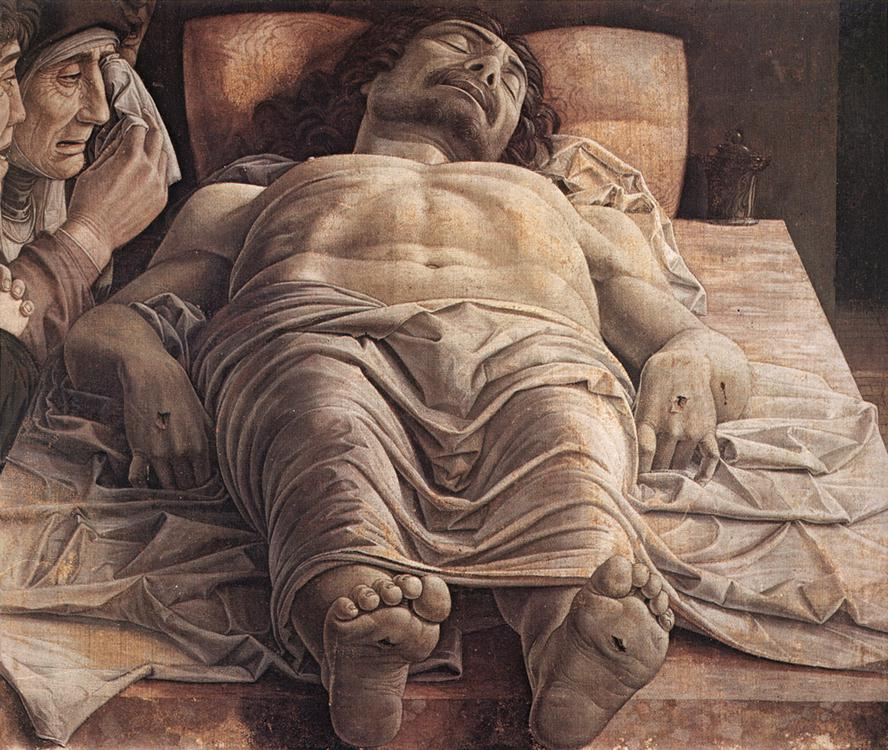
Andrea Mantegna, Oplakávání Krista (1490)
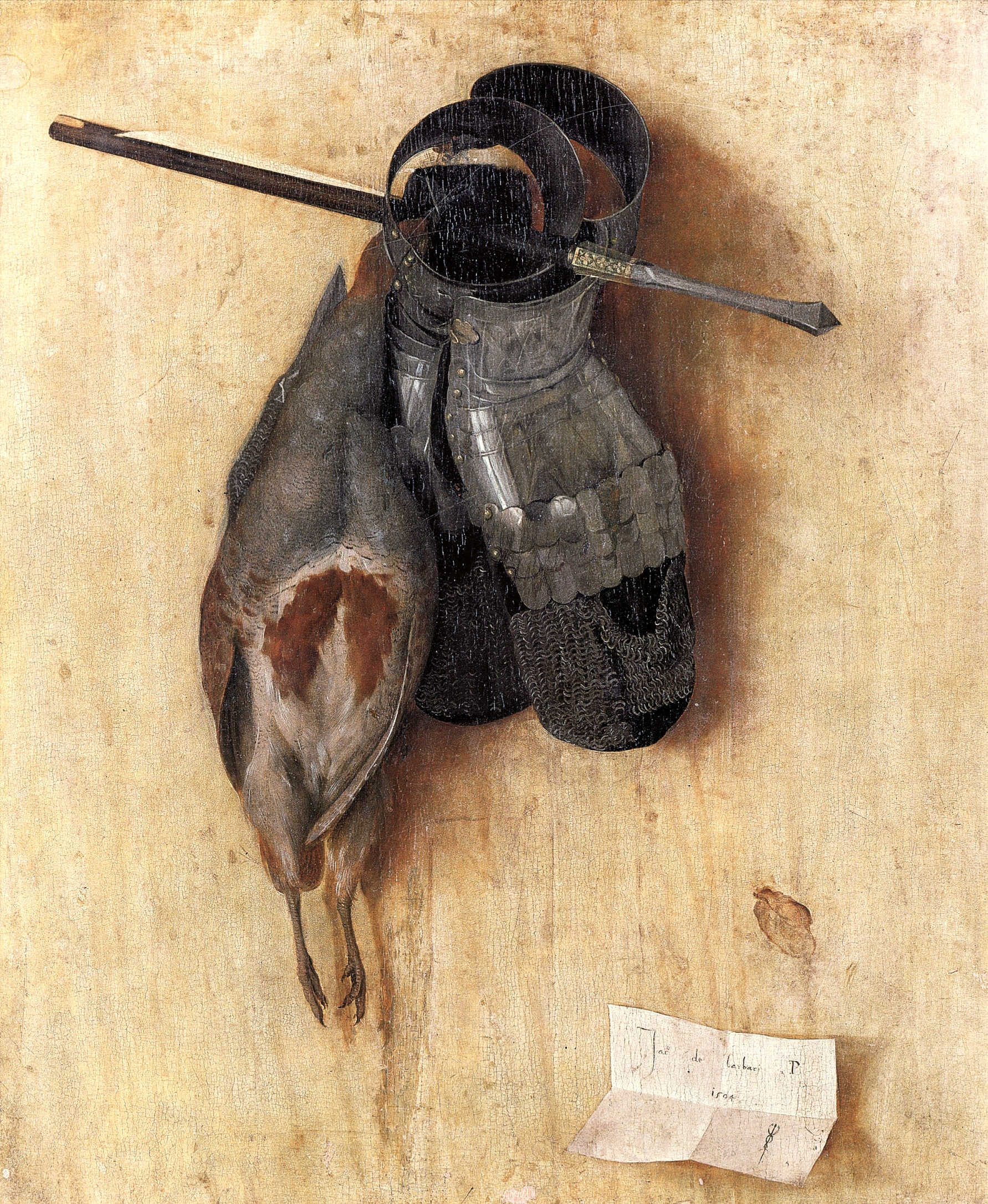
Jacopo de' Barbari (1504)
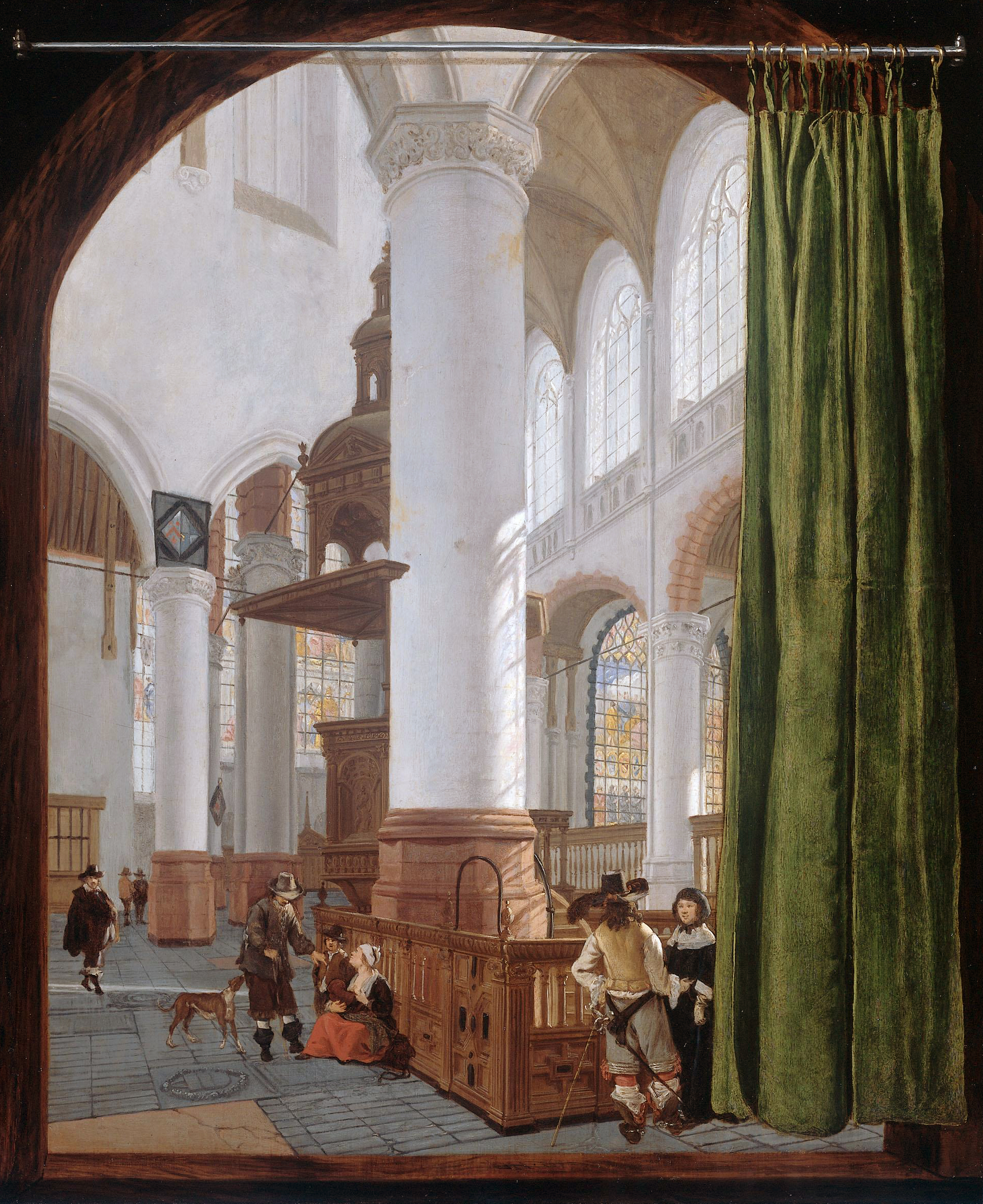
Gerard Houckgeest (1654)
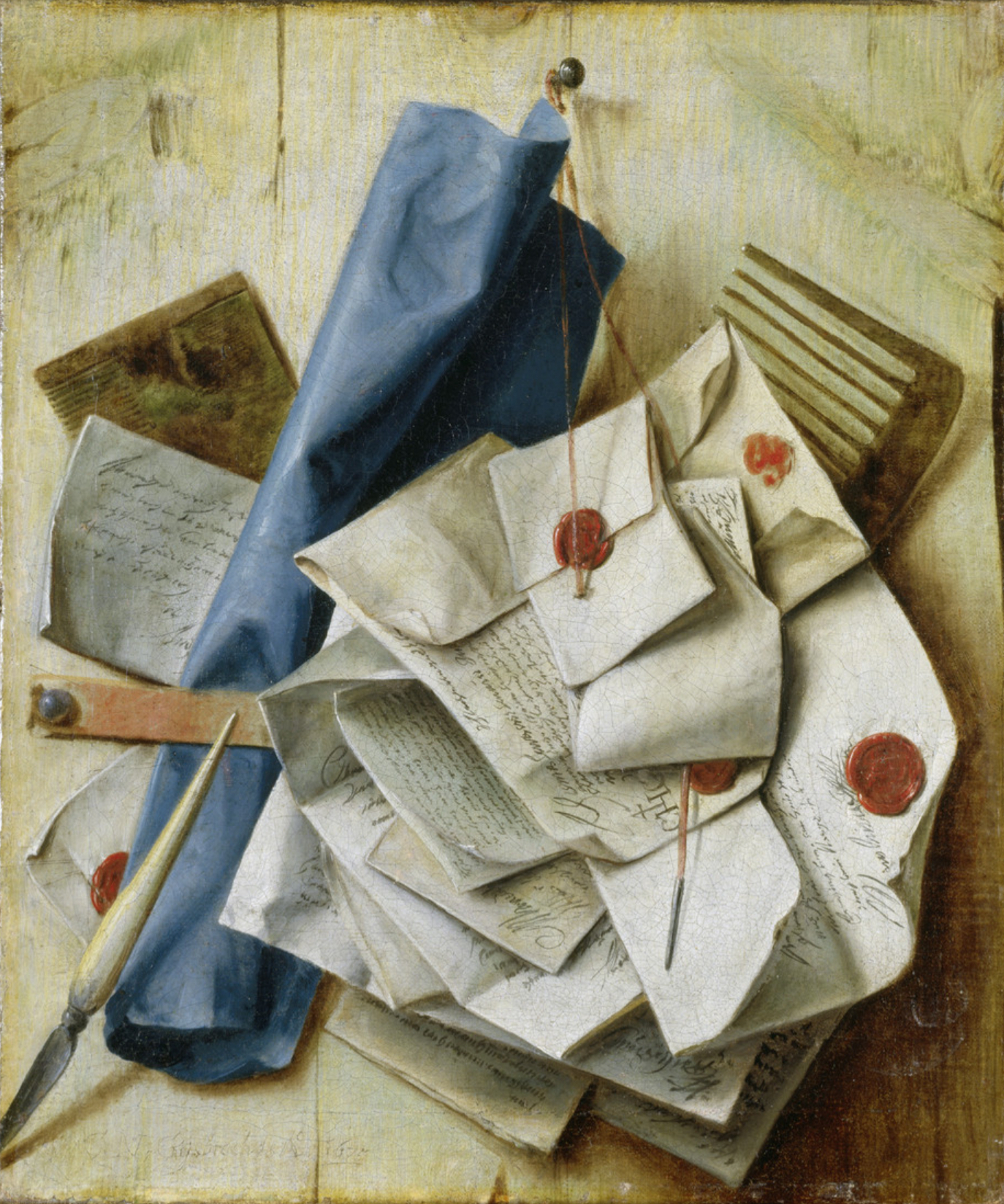
Quodlibet, Cornelis Norbertus Gysbrechts (1675)
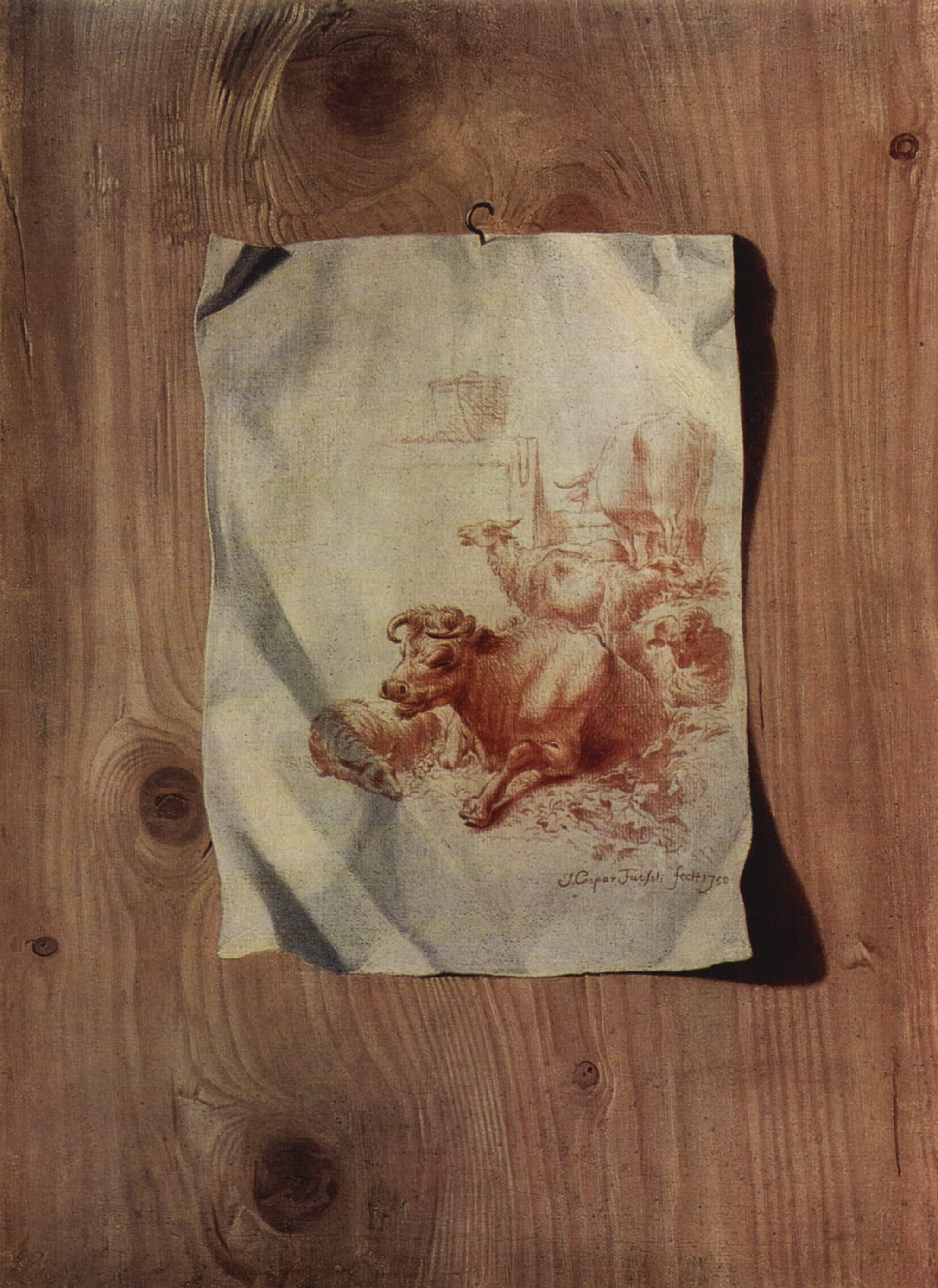
Johann Heinrich Füssli (1750)
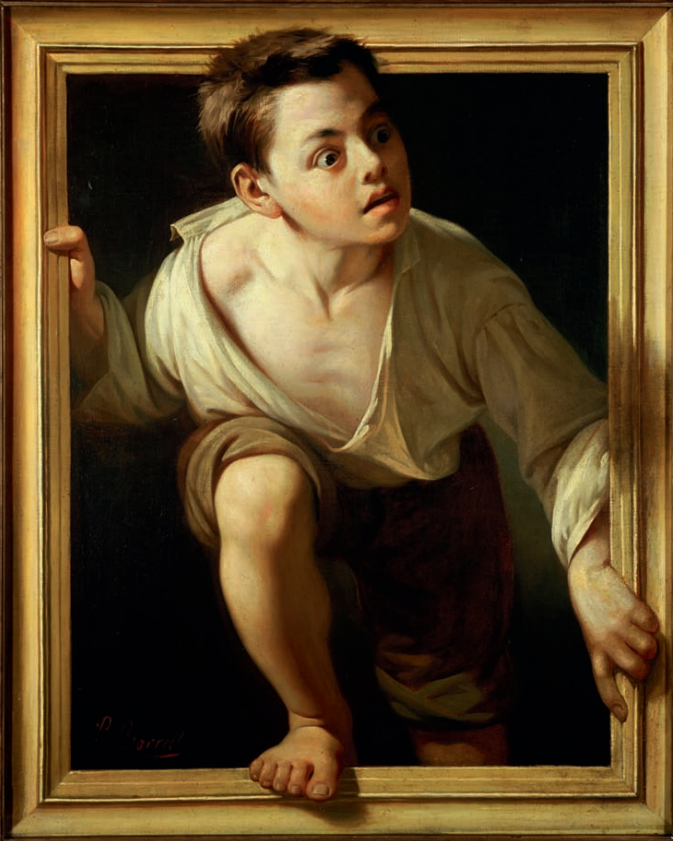
Pere Borrel del Caso (1874)
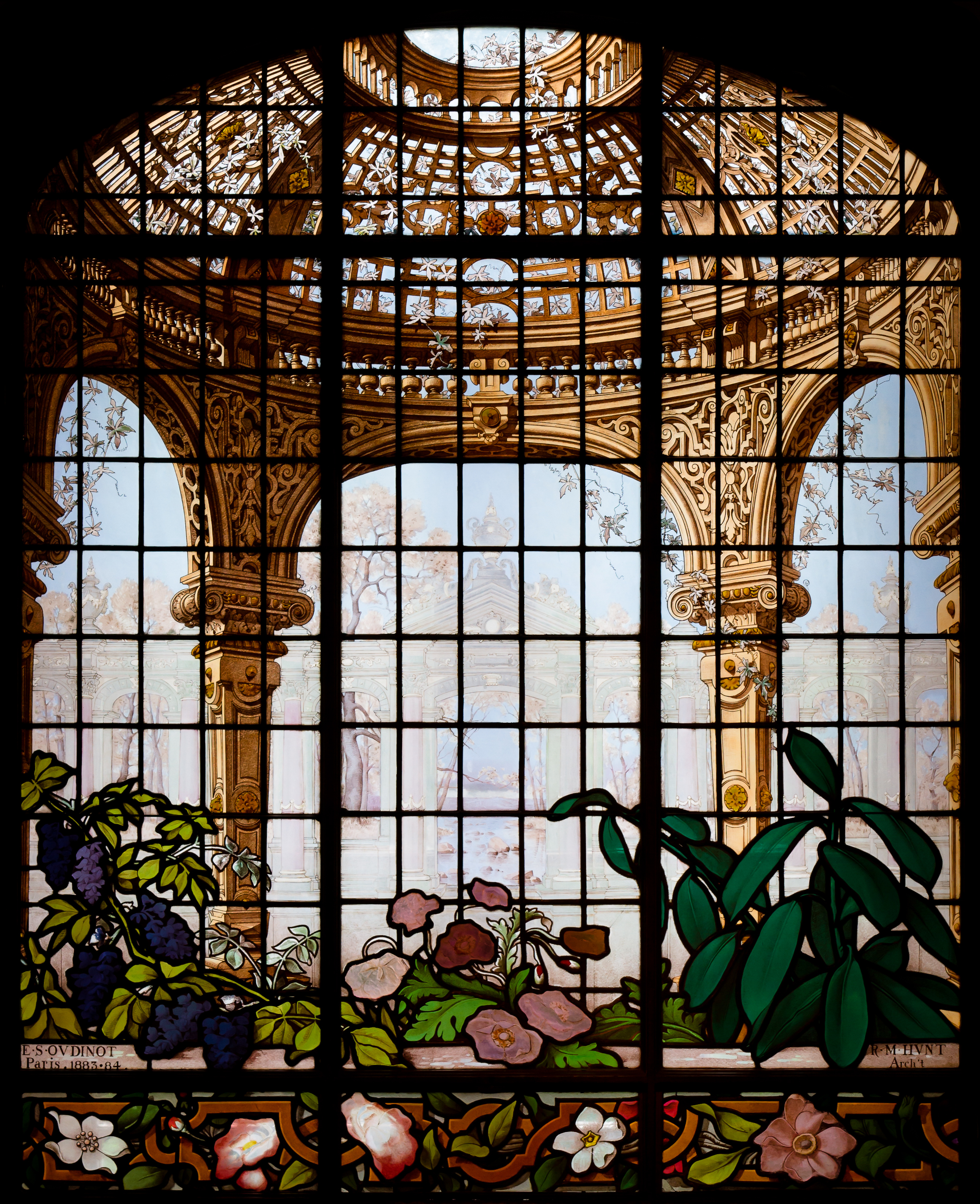
Okno, Henry G. Marquand House Conservatory (19. stol.)
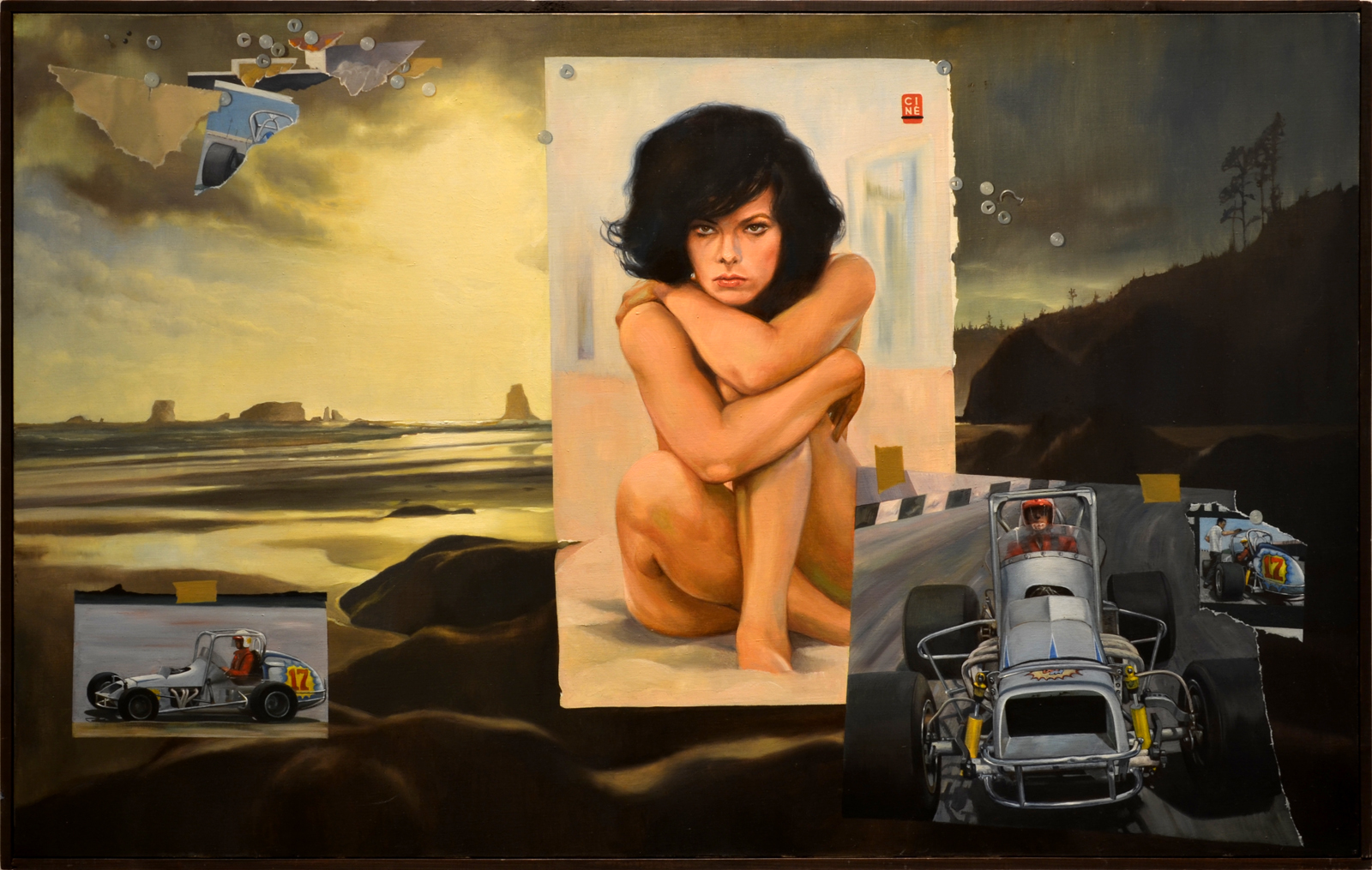
Theodor Pištěk, Midget, (1977)
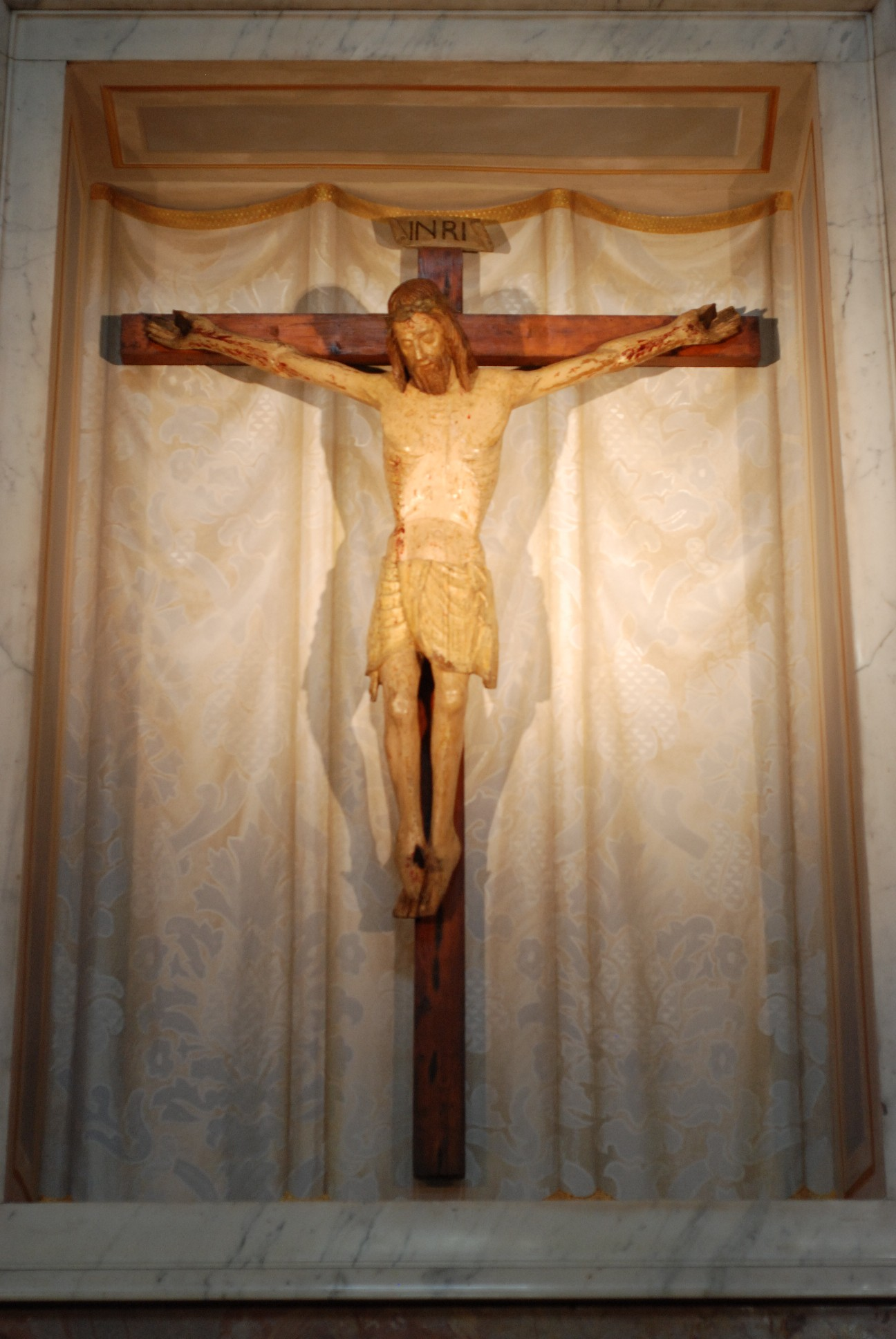
Velo Damascato, Trompe l'Oeil, Daniela Benedini (2009)

### Trompe l'oeil v sochařství
Také v sochařství je možno vytvořit dokonalou optickou iluzi, jak dokládá mramorová busta z 19. století se zdánlivě průhledným závojem. Efekt je vytvořen pro pohled ze všech stran.

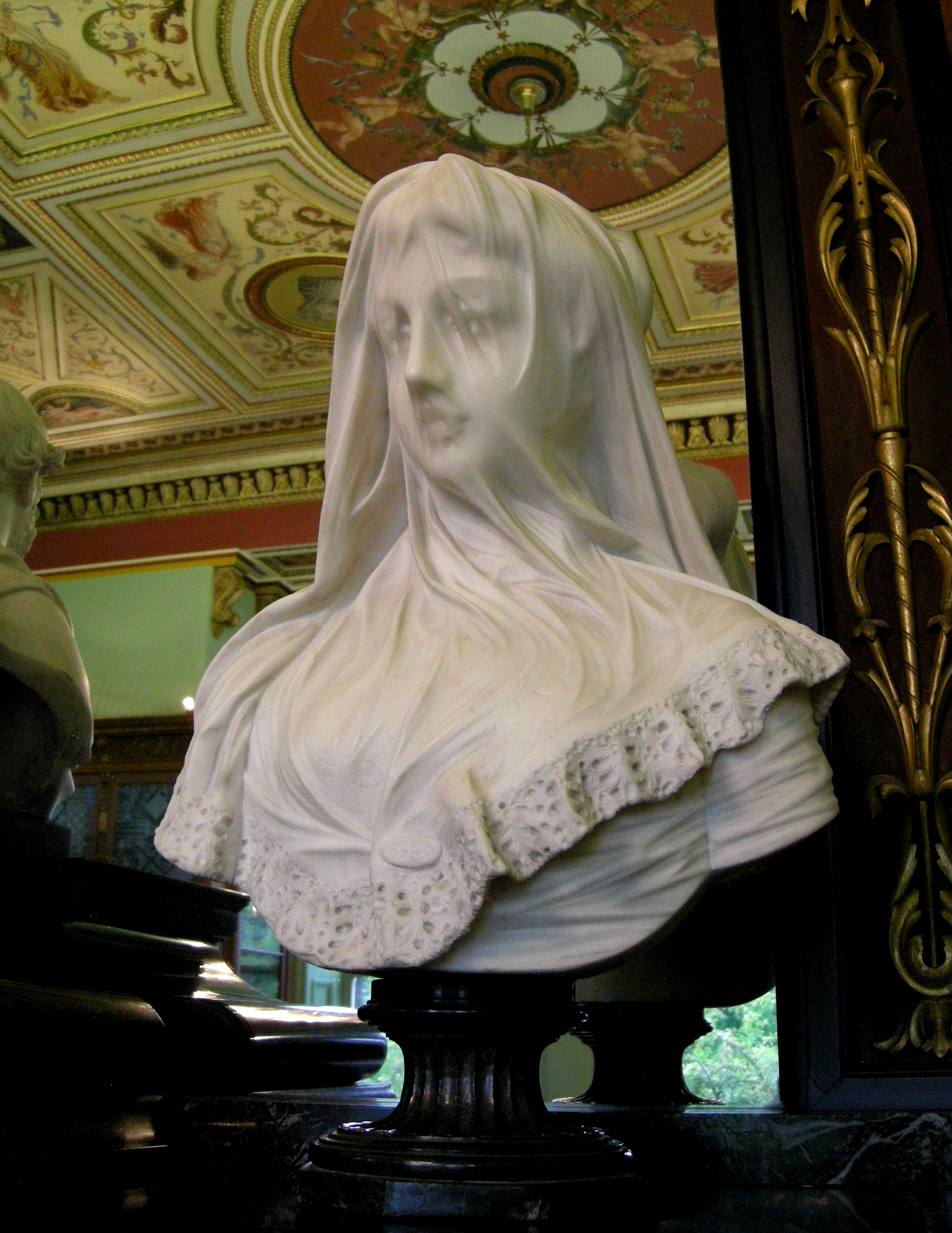
mramorová busta, Bankfield Museum (19. století)
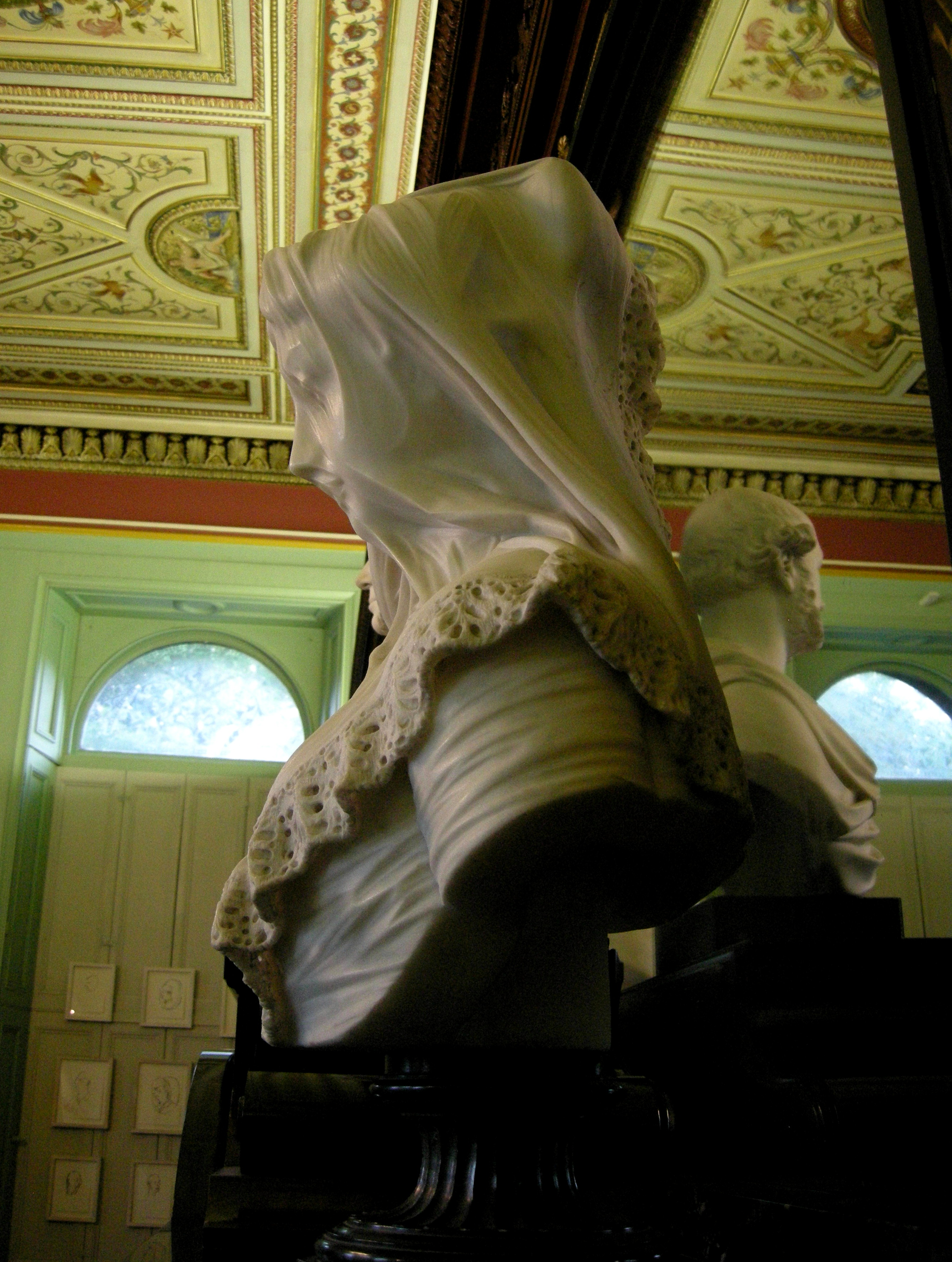
mramorová busta, pohled z boku, Bankfield Museum (19. století)